# Joakim von Ankas fantastiska affärer
Joakim von Ankas fantastiska affärer är ett brädspel konstruerat av Dan Glimne och utgivet av Alga 1989, som utspelar sig i Kalle Ankas värld.
Spelarna turas om att slå en tärning och flytta sin spelpjäs så många steg som tärningen visar. Spelaren kan då hamna på en bolagsruta (bank, oljekälla, diamantgruva, flygbolag, guldgruva eller rederi) och får då möjligheten att köpa och sälja aktier i det bolaget. Aktievärdet kan variera mellan 1 och 25 miljoner. Aktiekurserna kan ändras till exempel när en spelare hamnar på en ruta med "Ankeborgstidningen".
Den spelare som lyckas tjäna ihop 1 miljard kronor först vinner spelet.
Spelet har även släppts under namnen Onkel Skrues Fantastiske Forretninger (Norge) och Roope Ankan Loistavat Liiketoimet (Finland).